# Damjan Tomašević
Damjan Tomašević (...) è un giocatore di football americano serbo, che gioca nel ruolo di offensive lineman per gli Örebro Black Knights.